# Legion (Album)
Legion ist das zweite Studioalbum der amerikanischen Death-Metal-Band Deicide. Es erschien im April 1992 über das Label Roadrunner Records.

## Hintergrund
Das Album hat eine für das Death-Metal-Genre ungewöhnlich kurze Spieldauer von 29 Minuten. Dieses Merkmal kennzeichnete auch das Debütalbum der Band, das zwei Jahre zuvor erschien. In der Presse wurde das Album zunächst unter dem Titel The Calling angekündigt. Der Sänger und Bassist der Band, Glen Benton, sorgte mit seiner Drohung für Aufsehen, er würde seinen gerade geborenen Sohn dem Satan opfern, falls das Album keine nennenswerten Verkaufszahlen erreiche.

## Titelliste
1. Satan Spawn
2. Dead But Dreaming
3. Repent to Die
4. Trifixion
5. Behead the Prophet (No Lord Shall Live)
6. Holy Deception
7. In Hell I Burn
8. Revocate the Agitator

## Musikstil und Texte
Sänger und Bassist Benton behauptet, das Album sei seiner Zeit voraus und damals für die Hörer zu schnell gewesen. Steve Asheims Schlagzeugspiel wirkt laut Alain Strasser von Metal1.info „überhastet“, als wolle er „die Gitarren überholen. Doch wenn Glen Bentons Stimme hinzustößt, fügt sich alles zu einem Ganzen zusammen.“ Bentons gutturaler Gesang ist höher als der vieler anderer US-Death-Metal-Bands angesiedelt, dadurch laut Strasser jedoch „kein Stück“ verständlicher. Als typisch für die Band etabliert hat sich der „oftmals doppelspurige Gesang, mit seiner normalen Growlstimme und etwas höherem Gekreische“. Inhaltlich dreht sich alles um das Thema Satanismus.

## Rezeption
Benton selbst erwähnte 2004, dass das Album anfangs allgemein verhasst gewesen sei und inzwischen geliebt werde. Im Rock Hard wurde das Album allerdings als „gutklassiges Todesblei-Programm“ bezeichnet; Michael Rensen zufolge lasse die Band nichts anbrennen, es sei allerdings „[t]ypischer Florida-Death Metal mit derben Vocals, schwachsinnigen Texte [sic!] und einem Glen Benton, den man sicherlich nicht mögen muss“. Alain Strasser nennt das Frühwerk der Band, insbesondere Legion und das Debütalbum Deicide, als Erklärung, wieso die Band trotz „Glen Bentons Eskapaden auf Livekonzerten und mäßige[r] Alben“, die dem Ansehen der Band geschadet hätten, „überhaupt dermaßen präsent in den Metalmedien ist und eine doch beachtliche Fanschar hinter sich vereint“. Benton schaffe es „irgendwie trotz keiner außergewöhnlichen Stimme seine Gesangslinien nie eintönig klingen zu lassen“. Als einziges Manko nannte er die kurze Spieldauer. Das Album gilt als Death-Metal-Klassiker.